# الاتصالات السلكية واللاسلكية في النمسا

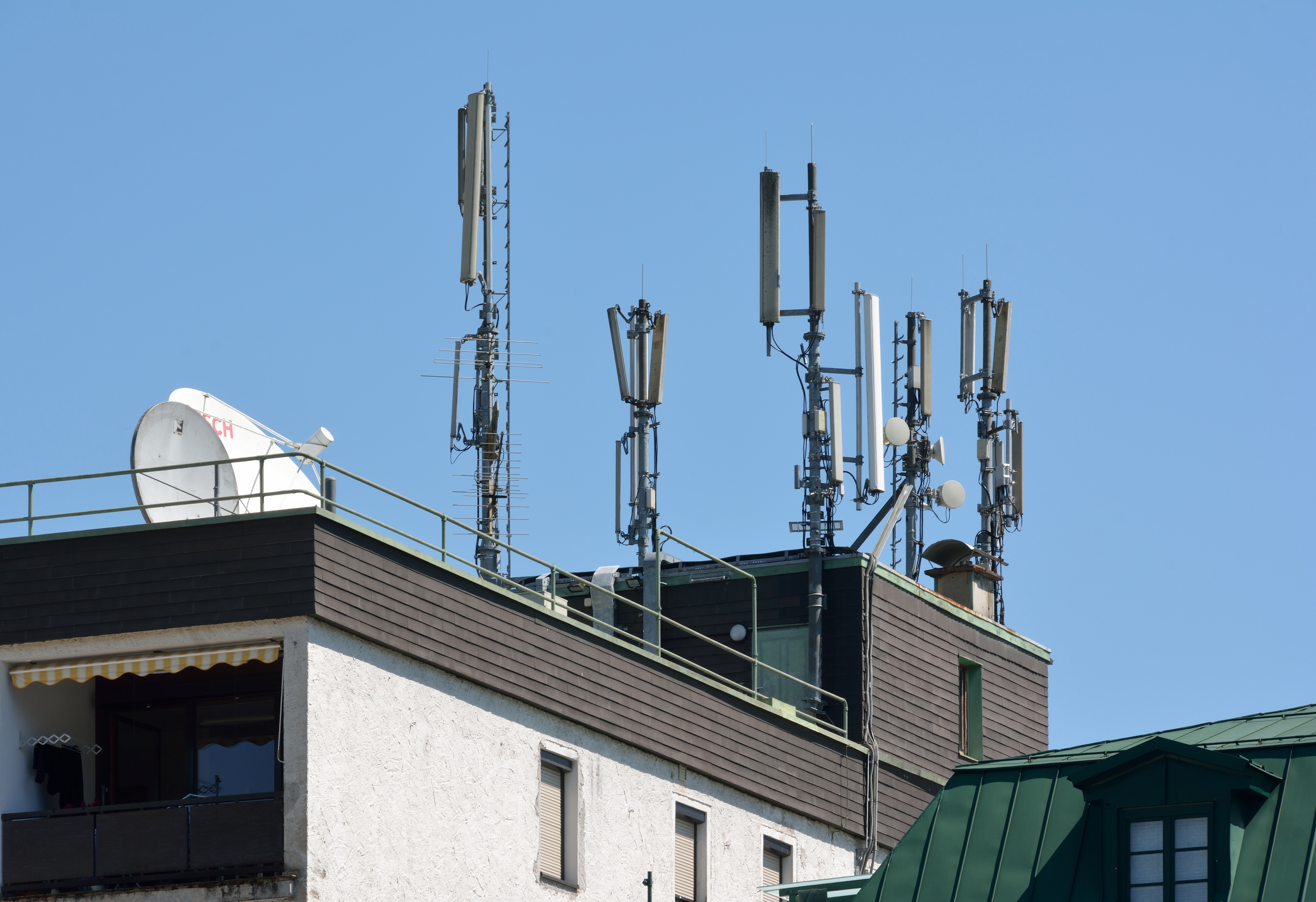
هوائيات الاتصالات في باد إيشل، النمسا العليا – أنظمة GSM والهوائيات الاتجاهية والقطع المكافئ

الاتصالات السلكية واللاسلكية في النمسا للنمسا شبكة هواتف متقدمة وذات كفاءة عالية ولديها عدّة محطات إذاعية للتلفاز والراديو.

## البنية التحتية
أن أنظمة الهواتف جدا متقدمة وذات كفاءة عالية. وشبكات الألياف البصرية تغطي نطاقاً واسعاً من البلاد، وباقات متكاملة من خدمات الهاتف والإنترنت متوفرة عبر الشبكة. لدى النمسا 15 محطة أرضية للأقمار الصناعية أثنان منها إنتل سات (إحداها في المحيط الأطلسي والأخرى في المحيط الهندي) وواحدة يوتلسات. وبالإضافة إلى ذلك هنالك ما يقارب ال600 محطة اتصال فضائية مصغرة.

## الهواتف
- رمز الاتصال الدولي: 43

### هواتف الخطوط الثابتة
- 3.4 مليون هاتف خط ثابت، في المرتبة 47 على العالم (2011)

معظم الخطوط الثابتة هي ذات إرسال تناظري وبقية الخطوط هي للشبكة الرقمية للخدمات المتكاملة .
و الخطوط الثابتة في انخفاض كبير منذ منتصف تسعينات القرن الماضي وحجبت من الهواتف الخلوية في أواخر التسعينات.

### الهواتف المحمولة
- 7.6 مليون خط محمول مستخدم، وهي في المرتبة 60 على العالم (2011)
- يوجد بسوق العمل النمساوي منافسة حادة وهو من أقل الأسواق أسعاراً في قارة أوروبا ولبنيتها الجغرافية مثل (الجبال، الأراضي المنبسطة، البحيرات) يستخدمها مزودي الخدمات «كحقل تجارب» للخدمات الجديدة. ومن هذه الخدمات هي خدمة إمكانية نقل أرقام الهواتف المحمولة وتم الكشف عنها في عام 2008 وهي تسمح للمستخدمين بالاحتفاظ على أرقامهم حين التبديل بين مُشغلي الشبكة، والرموز الأصلية للمناطق المعينة لكل مشغل للشبكة لم يعد يمكن استخدامها لتحديد الشبكة التي سُجل بها المشترك.
- دي نيتز لتيليكوم اوستريا، وتم إغلاق هذه الشبكة في نهاية التسعينات.

شبكات الجيل الثاني
هنالك ثلاث شبكات لجي إس إم على نطاق البلاد وهي تدعم علامات تجارية أخرى ومشغل شبكة المحمول افتراضية.
- موبيلكوم اوستريا (أي 1): وكان لقبها موبيلكوم فقط، وهي تدير الآن خليط من شبكات جي اس ام-900 (GSM-900) وجي اس ام -1800 (GSM-1800) ويو ام تي اس (UMTS) وتقدم أيضا خدمات ل ام في ان أو بوب (MVNO's bob) وبي فري (B-free) (المملوكة من قبل أي 1) وريد بول موبايل (Red Bull Mobile) وييس! (Yess!)
- تي موبايل(T-Mobile): ولقبها ماكس موبيل في الأصل، وتدير الآن خليط من شبكات جي اس ام-900 وجي اس ام 1800 ويو ام تي اس. وتم تسويقها بأسم تيليرنغ كعلامة تجارية منفصلة.
- أوروانج: وهي ون بالأصل (حتى سبتمبر من عام 2008) وهي خليط من شبكات جي اس ام-1800 ويو ام تي اس وحتى نهاية عام 2011 كانت مملوكة لدريي/هاجيسون وامبو

شبكات الجيل الثالث
- دريي (Drei): وهي مملوكة من قبل هاجيسون وامبو وهي شركة مقرها في هونغ كونغ وهي تدير شبكة يو ام تي اس (UMTS) الخاصة بها.

## الإنترنت
- 37 مزود لخدمة الإنترنت (ISPs) يتم تنظيم غالبيتهم في منظمة مزودي خدمة الإنترنت المحلية وهي مزودي خدمة الإنترنت في النمسا (ISPA).
- 6.7 مليون مستخدم للانترنت وهي في المرتبة 50 على العالم وهو ما يعادل 81% من عدد السكان وفي هذا تحتل المرتبة 29 على العالم (2012).
- 2,074,252 اشتراك للبروباند الثابت في المرتبة 41 على العالم ما يعادل 25.2% من عدد السكان وفي هذا تحتل المرتبة 33 على العالم (2012).
- 4,564,834 اشتراك للهاتف وهي في المرتبة 40 على العالم وهو 55.5% من عدد السكان في المرتبة 23 على العالم (2012).
- 3.5 مليون مضيف للإنترنت في المرتبة 30 على العالم (2012)
- 300,000 من خطوط المشترك الرقمي غير المتناظر (ADSL).

والرمز البلدي للنمسا هو "AT" والنطاق الأعلى في ترميز الدولة (ccTLD) هو " .at ".
واين (.wien) هو النطاق الأعلى للمناطق ذات الاتصال بالعاصمة النمساوية واين (فيينا، النمسا)
والسوق النمساوي للبروباند مسيطر عليه من قبل مزودي خط المشترك الرقمي (DSL) الذي سرعان ما توفق على المضمان الكبلي كالوسيلة الفضلى للتصفح ولكن خدمات الهاتف التي تعتمد على نظام الاتصالات المتنقلة العام والوصول عالي السرعة لرزم البيانات وتطور طويل الأمد (شبكات اتصالات) تعمل ليلا ونهارا بسبب المنافسة الحادة في السوق، خطوط نقل البيانات المتزامن ووالألياف البصرية متوفرة أيضا.
مزودي خدمات الإنترنت الرئيسيين في النمسا هم:
- تيليكوم استريا (Telekom Austria) (متواجدة حاليا).
- يو بي سي (UPC) وبيعت إالى تي موبايل النمسا في عام 2018.
- تيلي 2(Tele2) أُمتلكت من قبل شركة تشغيل الهواتف هاجيسون دريي النمسا في عام 2018 أيضا.
- كابل بلس (kabelPlus) وتقدم خدمات الكابل في المناطق حول فيينا.
- نيكست لاير (next layer) وتقدم خدمات الألياف البصرية ومراكز البيانات وإلى عملاء الأعمال فقط.

ويصل متوسط سرعة الإنترنت إلى 30ميغابت/في الثانية في التنزيل و 5ميغابت/في الثانية للرفع عبر الدي اس ال (وتصل سرعة التنزيل إلى 50ميغابت/في الثانية عبر الفي دي اس ال) وعبر القابس أو الكابل تصل سرعة التنزيل إلى 250ميغابت/في الثانية و 25ميغابت/في الثانية للرفع.
و هنالك عدّة مراكز مزودي خدمة الإنترنت المحلية المصغرة وعادة ما يقدمون خدماتهم في المدينة والأحياء أو الولاية التي هي فوق بنيتهم التحتية، والغالبية منهم يمكنهم تقديم خدماتهم عبر جميع أنحاء النمسا باستخدام خطوط اوستريا تيليكوم المعاد بيعها مع خدمات قيمة مضافة اليها كثابت عنوان آي بي (ip) وبروتوكول الإنترنت (الإصدار السادس) (IPv6). والجديرة بالذكر هي:
- هوتزه.كوم (Hotze.com) في تيرول (ولاية).
- ليويست (Liwest) في شمال أو اعلى النمسا
- سالزبورج أي جي (Salzburg AG) في ولاية سالزبورغ

بعض مزودي خدمات الإنترنت يقدمون سرعة تصل إلى 250ميغابت/في الثانية عبر خدمة الإنترنت بكيبل التلفاز 3.0 (DOCSIS 3.0) أو الدائرة بصرية المغلقة (FTTH).
- موصل الألياف البصرية يو بي سي (UPC) (في أغلب المدن الضخمة في جميع أنحاء النمسا تصل السرعة إلى 250ميغابت/في الثانية في التنزيل و 25ميغابت/في الثانية في الرفع) على متغيرات الدائرة بصرية المغلقة ومع كيبل محوري كما في الكابلات المنزلية بليز نت (Blizznet) (وفي بعض الأحياء في فيينا تصل السرعة إلى 100ميغابت/في الثانية للتنزيل ومثلها للرفع) بالدائرة البصرية المغلقة.
- إنترنت الأعمال التجارية ومراكز البيانات وحواملهم الناقلة يتصلون بسرعات إنترنت تصل إلى 100ميغابت/في الثانية وتمتلك خدمات الطول الموجي والألياف المظلمة لنقل البيانات إلى وبين المدن ووفيينا كمحطة أتصال رئيسية حيث أغلب الحوامل الناقلة تمتلك بروتوكول أو أكثر من بروتوكولات مكتب البريد (POP) أو تمتلكها حوامل مراكز البيانات المحايدة.

ان الأسعار الموحدة والثابتة هي الخطة الشائعة للبرودباند الثابت وبعض عقود الكيبل والدي اس ال تقدم أسعار مخفضة لطلاب الجامعات وحد نقل البيانات أو الاستخدام العادل لا يطبق على أغلب هذه الخطط.
بعض من مزودي خدمة الإنترنت يقدمون أسعار ثابتة وموحدة للوصول المحمول وحد نقل البيانات يطبق على غالبية هواتف البرودباند وهي عادة ما يتم حصرها على سرعة معينة بعد الوصول إلى حد نقل البيانات.

### الرقابة على الإنترنت والمراقبة
في أغسطس من العام 2014 طلبت منظمة الاتحاد الدولي للصناعة الفونوغرافية في النمسا حجب على مستوى الإنترنت للعديد من مواقع ملفات المشاركة مثل ذا بايرت بي وايزوهنت بدءا من ال 14 من أغسطس 2014 (تم تاجيلة من الأول من أغسطس)و قد أُنتقد هذا الاجراء في وسائل الأعلام لعدم وجود طريقة رسمية لفك الحجب عن عنوانين IP كهذه مطلقا ولايمكنك الحصول على طريقة مراجعة رسمية تصحح المحجوبات والمستخدمين الذين يشاركون عنوان IP قد يتم حجبهم أيضا كآثار جانبية.
و من شهر مايو من العام 2016 مزودي خدمة الإنترنت النمساوية يمكنها كالسابق فك الحجب عن جميع المواقع المحجوبة سابقا بعد طلب الحكومة لقانون جديد يسمح بمشاركة الملفات مماثل للذي هو في سويسرا وعلى الرغم من أن الاتحاد الدولي للصناعة الفونوغرافية تقوم بالتصدي لهذا القانون.
ولا يوجد هنالك تقييد من قبل الحكومة للولوج للإنترنت وليس هنالك تقارير موثوقة من أن الحكومة تراقب البريد إلكتروني أو غرف دردشات الإنترنت من دون السلطة القضائية المناسبة فأن الافراد والمجموعات ينخرطون في أبداء وجهات نظرهم السلمية عبر الإنترنت ومن ضمنها البريد الإلكتروني وان السلطات تعمل على تقييد الوصول إلى المواقع التي تحتوي معلومات تخرق القانون مثل نازيون جدد ومواقع التصوير الإباحي للأطفال وتقيد السلطات الوصول إلى المواقع الممنوعة غلق هذه المواقع ومنع مزودي خدمة الإنترنت في البلاد من نشرهم.
ينص الدستور النمساوي على حرية التعبير والصحافة وتحترم الحكومة هذة القوانين أثناء المزاولة فصحافة مستقلة وقضاء عادل وفعال ونظام سياسي ديموقراطي يعمل على أكمل وجه يجتمعون ليضمنوا حرية التعبير والصحافة، وأن وسائل الأعلام المستقلة نشطة وتعبر عن وجهات النظر الواسعة ومع القليل من التقييدات وان الأفراد عادة ما ينتقدون الحكومة سرا وعلانية دون محاسبتهم ويمنع القانون التدخل الإعتباطي في الخصوصيات والعائلة والمنازل أو المراسلات وتحترم الحكومة هذه الممنوعات أثناء المزاولة.
ويمنع القانون التحريض، الأهانة، أو ازدراء جماعة بسبب نوع أعضائها أو جنسيتهم أو عقيدتهم وان كان التصريح يخرق الكرامة الإنسانية فأن الحكومة تفرض هذة القوانين بالقوة ويمنع القانون الأنكار العلني والتقليل من الاخرين وو الموافقة والتبرير للمجازر النازية أو أي من جرائم النازيين ضد البشرية في مطبوعة إعلانية وأن الإذاعات ووسائل الإعلام والحكومة تفرض هذه القوانين بالقوة وأن قوانين التشهير
تثني عن الشكوى ضد الإساءات من قبل الحكومة وعلى سبيل المثال الكثير من المراقبين يعتقدون أن إرادة الحكومة ومقدرتها في المقاضاة في التشهير تثني الأفراد عن الشكوى ضد إساءات الحكومة.
و في 31 يوليو من عام 2012 حكم على رجل ذو 26 سنة ب 18 شهرا و 12 منها مع الخدمة لنشره بأن كتابة المفضل هو كفاحي (كتاب) الخاص بأدولف هتلر ونشره روابط لمواد نازية عبر صفحته بفيسبوك
و في فبراير من عام 2007 تمكنت السلطات النمساوية من الكشف عن حلقه للتصوير الإباحي للأطفال وتورط اثنان وسبعون دولة استنادا إلى شكوى مقدمة من رجل يعمل خدمة مضيف لملفات الإنترنت وتقع في فيينا.

## الإذاعة والتلفزيون
- هنالك إذاعتين بث إذاعي ت م و 160 إذاعة إف إم وأيضا محطة إذاعة راديو ذات موجة قصيرة واحدة. والمئات من معيدي بث اف ام.
- وكان هنالك 6.08 مليون راديو في النمسا وهذا في عام 1997.
- و45 محطة إذاعة تلفازية مع فائض من 1000 معيد.
- وكان هنالك 4.25 مليون تلفاز في البلاد في عام 1997.

أكبر هيئات البث الإذاعي هي:
- أو أر أف (محطة بث) (ORF)، إذاعة البث الشعبية للنمسا وكانت المصدر الأول للإذاعة حتى اتى راديو الإعلانات والتلفاز في تسعينات القرن الماضي.
- ATV (Austria) أي تي في، تدار بشكل خاص
- Puls 4 بلس فور، تدار بشكل خاص
- Servus TV سيرفس تي في، تدار بشكل خاص

## روابط خارجية
- موقع ويب Alpes Adria Internet Exchange